# Angel-A
Angel-A är en fransk film från 2005.

## Handling
Småskojaren och svindlaren André verkar ha skulder till alla i Paris, inklusive maffialedaren Franck, som lovar att döda honom om han inte betalar tillbaka innan midnatt. Som sista utväg försöker han ta sitt liv genom att hoppa från en bro, men i samma ögonblick möter han Angela, en två meter lång, kedjerökande blondin. Den mystiska kvinnan erbjuder honom sin hjälp, André vet det inte då men hans liv har just förändrats för all framtid.

## Om filmen
Filmen är inspelad i Paris. Den hade världspremiär i Frankrike den 21 december 2005 och svensk premiär på DVD den 14 februari 2007.

## Rollista
- Jamel Debbouze - André
- Rie Rasmussen - Angel-A
- Gilbert Melki - Franck
- Serge Riaboukine - Pedro